# Stopplaats De Waarbeek

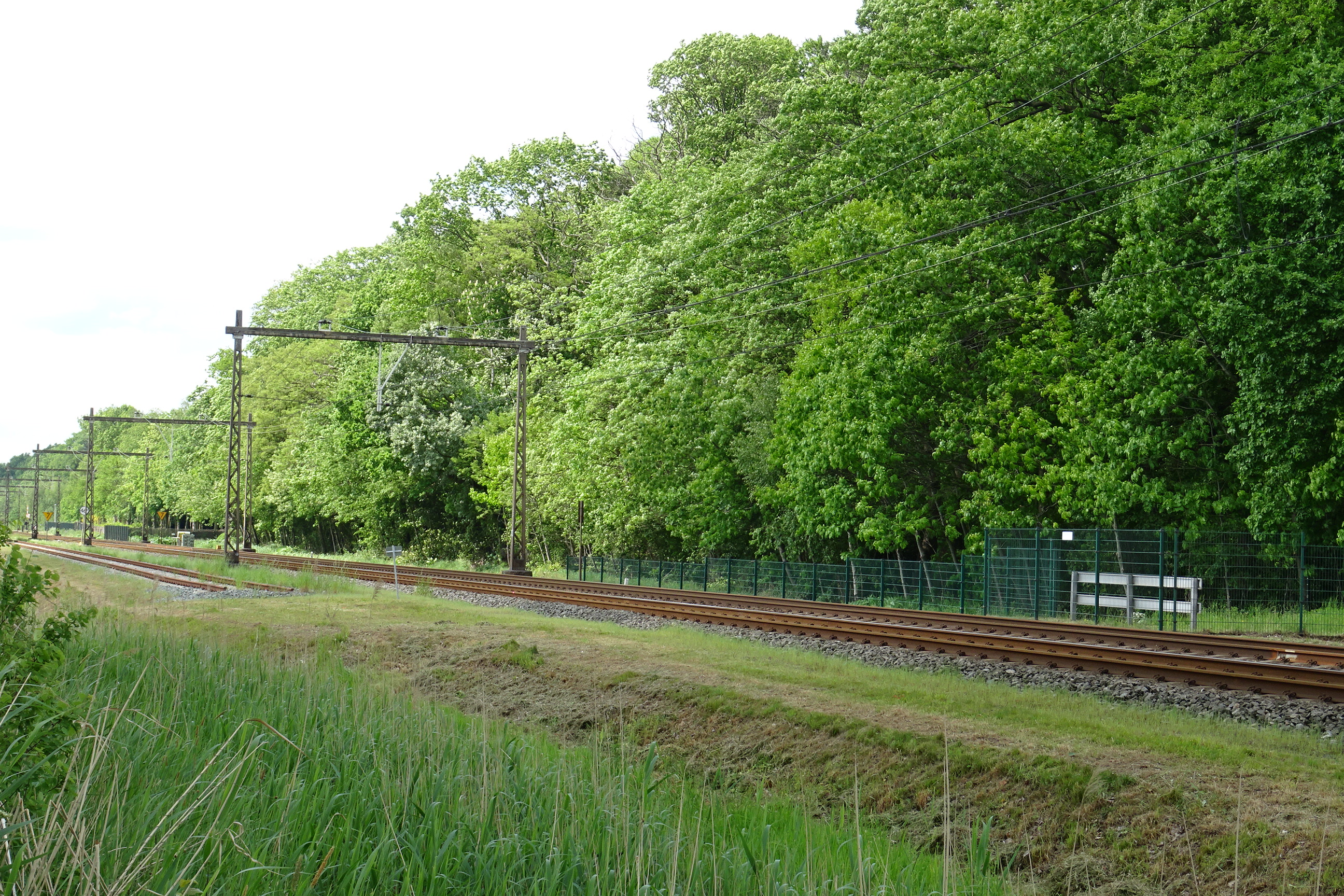
Stopplaats De Waarbeek is verdwenen. Een van de perrons is vervangen door de stamlijn voor Hengelo raccordement AKZO en deze stamlijn is hier inmiddels ook buiten dienst. De overgang van de Belderweg is ook opgeheven. Het andere perron is ook verdwenen (niet zichtbaar op de foto). Foto richting Hengelo.

Stopplaats De Waarbeek (telegrafische code: wbk) is een voormalige stopplaats aan de Spoorlijn Zutphen - Glanerbrug.
De stopplaats lag tussen Hengelo en Enschede op km 47,422 bij een onbewaakte publieke overweg.
Topografische kaarten van 1936 tot 1954 tonen Halte De Waarbeek (de locatie is correct, uit de jaartallen blijkt dat de kaarten niet op de juiste datum bijgewerkt zijn)
.
Stopplaats De Waarbeek was al in gebruik vanaf 28 Juni 1925
.
De Stopplaats werd officieel geopend op 15 mei 1927 volgens dienstorder 1795

en staat vanaf die datum in het spoorboekje.
De beide perrons lagen ter weerszijden van de overweg en waren bij aanleg 15 meter lang (geschikt voor motortreinen) 
en zijn later verlengd naar 250 meter zodat ook langere stoomtreinen aan het perron konden staan
.
De stopplaats werd voornamelijk op zon- en feestdagen gebruikt door reizigers naar het nabijgelegen pretpark De Waarbeek (opening 1924). De weg naar het pretpark werd in ~1935 onderbroken door de aanleg van het Twentekanaal, waardoor de weg doodliep op de Zwaaikom.
De stopplaats werd gesloten op 15 mei 1936 volgens dienstorder 3111.
De overweg was van een landweg (Bospad?) met naam Belderweg. Deze onbewaakte overweg was nog aanwezig in 2009.
De overweg is pas opgeheven bij de aanleg van de F35 rond 2011.

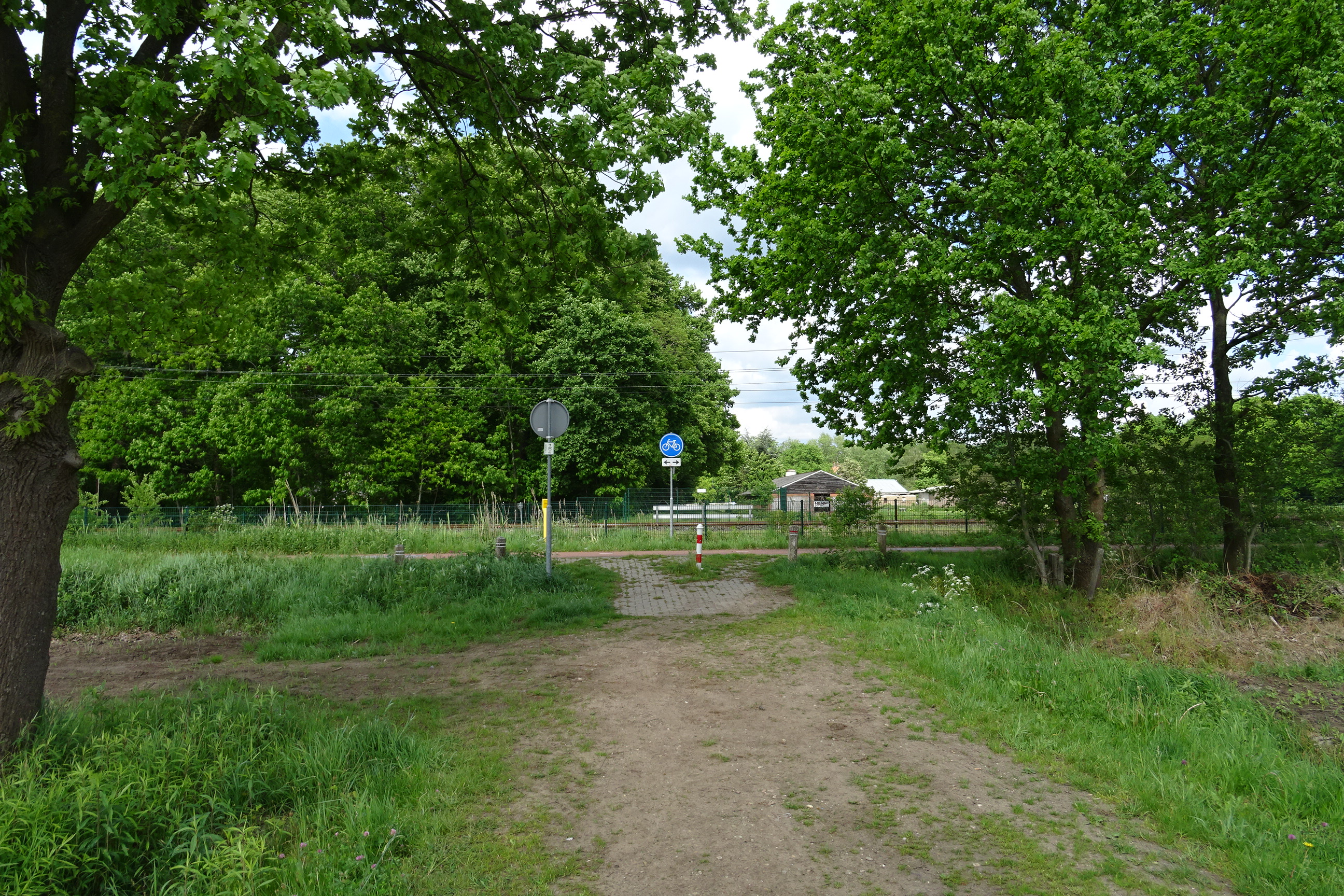
Stopplaats De Waarbeek lag bij de onbewaakte overgang van de Belderweg. Deze overgang is opgeheven rond 2011.

0: Zutphen ·
0,5: Nieuwstad ·
3,1: Eefde ·
10,2: Laren-Almen ·
16,9: Lochem ·
24,3: Markelo ·
30,1: Goor ·
34,7: Wiene ·
39,7: Delden ·
43,4: Hengelo Gezondheidspark ·
43,8: Tuindorp-Nijverheid ·
45,6: Hengelo ·
46,4: Hengelo FBK stadion ·
47,4: De Waarbeek ·
49,3: Enschede Kennispark ·
53,2: Enschede ·
53,7: Hengeloschestraat ·
54,2: Oldenzaalschestraat ·
57,9: Enschede De Eschmarke ·
59,4: Glanerbrug